# Odysee
Odysee es una plataforma de alojamiento de videos creada y fundada en septiembre de 2020 por Julian Chandra. 
Se basa en el protocolo LBRY, de código abierto, el cual está basado en una red descentralizada de compartición de ficheros peer-to-peer, donde se alojan los contenidos, y una cadena de bloques que proporciona:
- Un índice de contenidos publicados disponibles en la red que permite como descubrir contenido
- Un sistema de pago y registro por el visionado o descarga de contenido de pago.
- Un proveedor de identidad criptográfica de publicadores de contenido.

El coofundador de Odysee es Tom Zarebczan.

## Comparación con otras plataformas
Mientras que otras plataformas, como YouTube, almacenan vídeos subidos a sus servidores centralizados, Odysee trabaja como una red Peer-to-peer de intercambio de datos. De esta forma evita que si la compañía desaparece, su contenido desaparezca con ella.
Por otro lado, mientras que otras plataformas, como YouTube, consiguen ingresos para los creadores a partir de los ingresos publicitarios que dependen de la cantidad de visitas, Odysee ofrece tres opciones para la remuneración:
- Ganancia por vistas. Los usuarios con una cuenta validada reciben pagos en forma de Créditos designados como 'propina' en su 'billetera' en función de los espectadores con cuentas validadas. Esto funciona como un tipo de sistema de recompensas. Las ganancias están determinadas por las tarifas de cada canal sujetas al 'tiempo de visualización promedio, el recuento de vistas promedio, el tipo de contenido, la participación, la ubicación del creador, el precio de los créditos, etc.'. Los usuarios que reciben una gran cantidad de créditos obtienen mejores resultados en los resultados de búsqueda y su contenido aparece en las listas principales y de tendencia. El número total de Créditos ganado se muestra en los canales de los usuarios.
- Propinas de los usuarios.
- Promociones de sitios/aplicaciones. Todavía no se proporciona más información sobre este esquema y es probable que se publique en el futuro a medida que crezca la plataforma.

Por estas características, se ha convertido en una de las alternativas más populares a YouTube.

## Crítica
Este menor grado de moderación evita la censura, pero al facilitar que los usuarios suban vídeos polémicos o incluso conspirativos, Odysee se está convirtiendo en un importante medio de desinformación. Esto es particularmente cierto en el caso de la pandemia Covid-19 y las teorías desarrolladas por el movimiento QAnon.  También es frecuente encontrar en el sitio vídeos antisemitas, que alaban el nazismo o niegan el Holocausto. Julian Chandra, fundador de Odysee, declaró: "¿Eres un nazi que hace vídeos sobre la superioridad de la raza blanca? Esa no es razón para que eliminemos tus vídeos".